# 대특명 3
《대특명 3》(Braddock: Missing In Action III)은 미국에서 제작된 애론 노리스 감독의 1988년 액션, 모험, 드라마 영화이다. 척 노리스 등이 주연으로 출연하였고 메나헴 골란 등이 제작에 참여하였다. 대특명 시리즈 가운데 3번째 영화이다.

## 출연

### 주연
- 척 노리스

### 조연
- 아키 알레옹
- 예후다 에프로니
- 플로이드 레빈

## 기타
- 원조: 아서 실버
- 원조: 래리 레빈슨
- 원조: 스티브 빙
- 협력프로듀서: 마이클 R. 슬로안
- 미술: 라디슬라브 윌하임